# Wilhelm Gericke
Wilhelm Gericke (18 de mayo de 1845, Schwanberg - 27 de octubre de 1925) fue un director de orquesta austriaco. Estudió en Viena antes de dirigir ópera en Linz y Viena, donde ofreció el estreno vienés de Tannhäuser de Wagner. Entonces trabajó en Estados Unidos dirigiendo la Orquesta Sinfónica de Boston.